# The League of Gentlemen (album)
The League of Gentlemen – jedyny album studyjny zespołu The League of Gentlemen, założonego i kierowanego przez Roberta Frippa w 1980 roku, wydany w lutym 1981 roku.

## Wydanie albumu i muzyka
Album nagrany został podczas kilku sesji nagraniowych w 1980 roku (większa część z perkusistą Kevinem Wilkinsonem, który zastąpił 23 listopada Jonny’ego Toobada). Wydany został w lutym 1981 roku jako LP.
Muzyka albumu to w przeważającej części szybki rock, zdominowany przez często zgrzytliwy dźwięk gitary Frippa, natomiast niektóre spokojniejsze utwory przypominają jego ambientowe poczynania. Choć Fripp utrzymywał, że album zawiera muzykę prostą i bezpretensjonalną, to zdaniem krytyka Erica Tamma partie gitarowe w utworach „Inductive Resonance” i „HG Wells” należą do najambitniejszych i najtrudniejszych w karierze Frippa. Album zawiera również fragmenty mówione przez duchowego doradcę Frippa, Johna G. Bennetta oraz uwagi na temat biznesu muzycznego autorstwa różnych niezidentyfikowanych osób, czasem słyszane poprzez muzykę. 

## Lista utworów
Zestaw utworów na płycie LP:
Side 1
| 1. | Indiscreet I        | 1:47  |
|    |                     |       |
| 2. | Inductive Resonance | 4:35  |
|    |                     |       |
| 3. | Minor Man           | 3:45  |
|    |                     |       |
| 4. | Heptaparaparshinokh | 2:03  |
|    |                     |       |
| 5. | Dislocated          | 4:35  |
|    |                     |       |
| 6. | Pareto Optimum I    | 2:07  |
|    |                     |       |
| 7. | Eye Needles         | 3:12  |
|    |                     |       |
| 8. | Indiscreet II       | 2:35  |
|    |                     |       |
|    |                     | 24:39 |
|    |                     |       |
Side 2
| 1. | Pareto Optimum II    | 1:27  |
|    |                      |       |
| 2. | Cognitive Dissonance | 3:38  |
|    |                      |       |
| 3. | H.G. Wells           | 3:25  |
|    |                      |       |
| 4. | Trap                 | 4:45  |
|    |                      |       |
| 5. | Ochre                | 3:07  |
|    |                      |       |
| 6. | Indiscreet III       | 1:26  |
|    |                      |       |
|    |                      | 17:48 |
|    |                      |       |

## Muzycy
- Robert Fripp – gitara, producent
- Sara Lee – gitara basowa
- Barry Andrews – instrumenty klawiszowe
- Kevin Wilkinson – perkusja

## Muzycy dodatkowi
- Danielle Dax – wokal (Hamsprachtmuzic) w „Minor Man”, ilustracja na przedniej okładce
- Johnny Toobad – perkusja w „Heptaparaparshinokh” i “Dislocated”